# Pont sur le Sânon

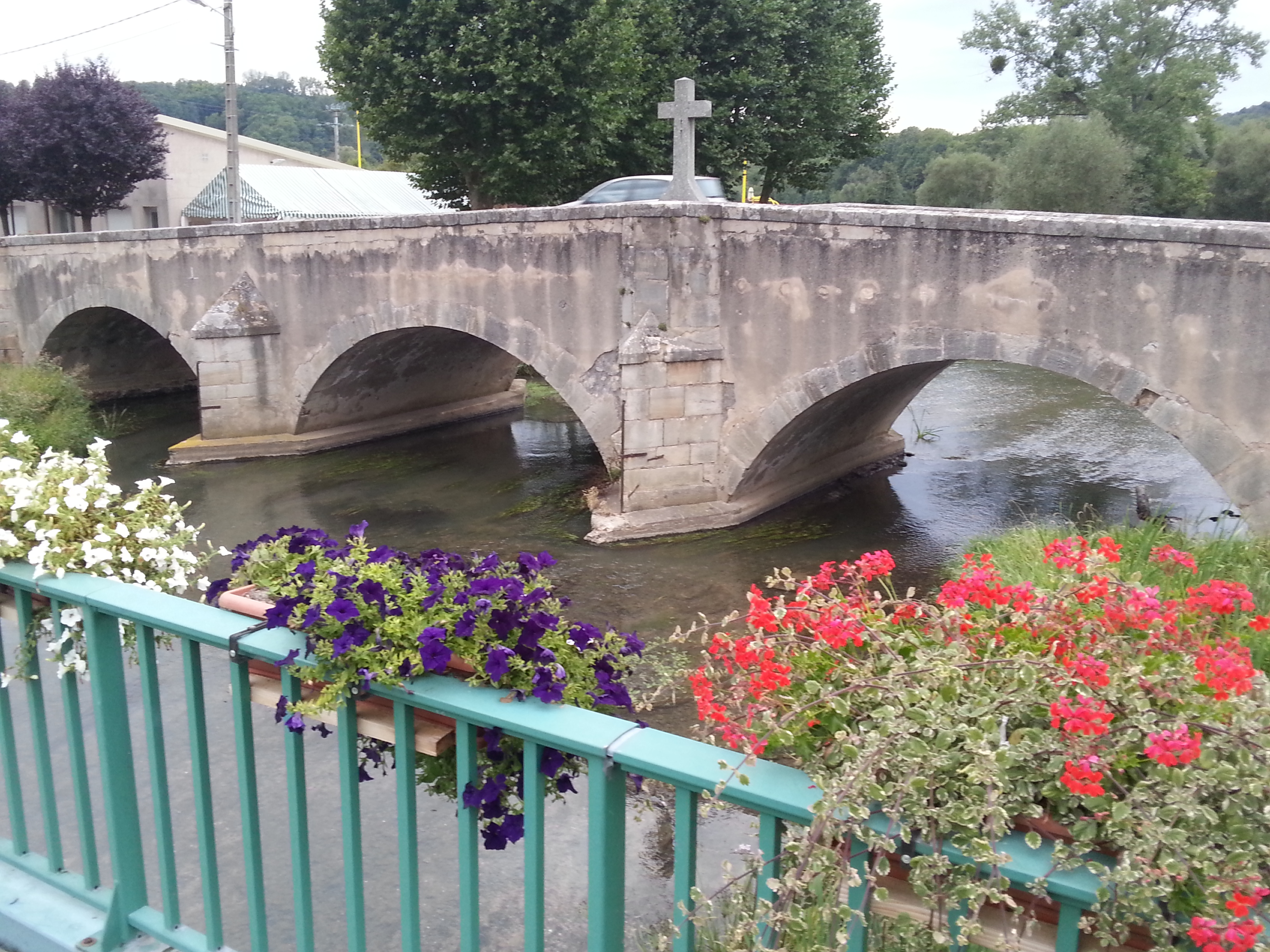
Pont sur le Sânon

Le pont sur le Sânon de Crévic est un pont voûté routier construit de la fin du XVIIe siècle au début du XVIIIe siècle, classé monument historique par arrêté du 28 février 1984.